# Милославская (станция скоростного трамвая)
«Милославская» (укр. «Милославська») — станция линии скоростного трамвая в Киеве, расположена между остановкой «Улица Милославская» и станцией «Александры Экстер». 

## История
Открыта 26 мая 2000 года. Названа по одноимённой улице.
Закрыта вместе со всей линией с 1 января 2009 года. Вновь открыта после реконструкции 24 октября 2012.
Станция является конечной для трамваев маршрута № 4, сразу за ней имеется разворотное кольцо.
Ранее были планы постройки вместо станции трамвая станции метрополитена, но по состоянию на 2013 год от этой идеи отказались в пользу подземного метро по проспекту Червоной Калины.

## Галерея

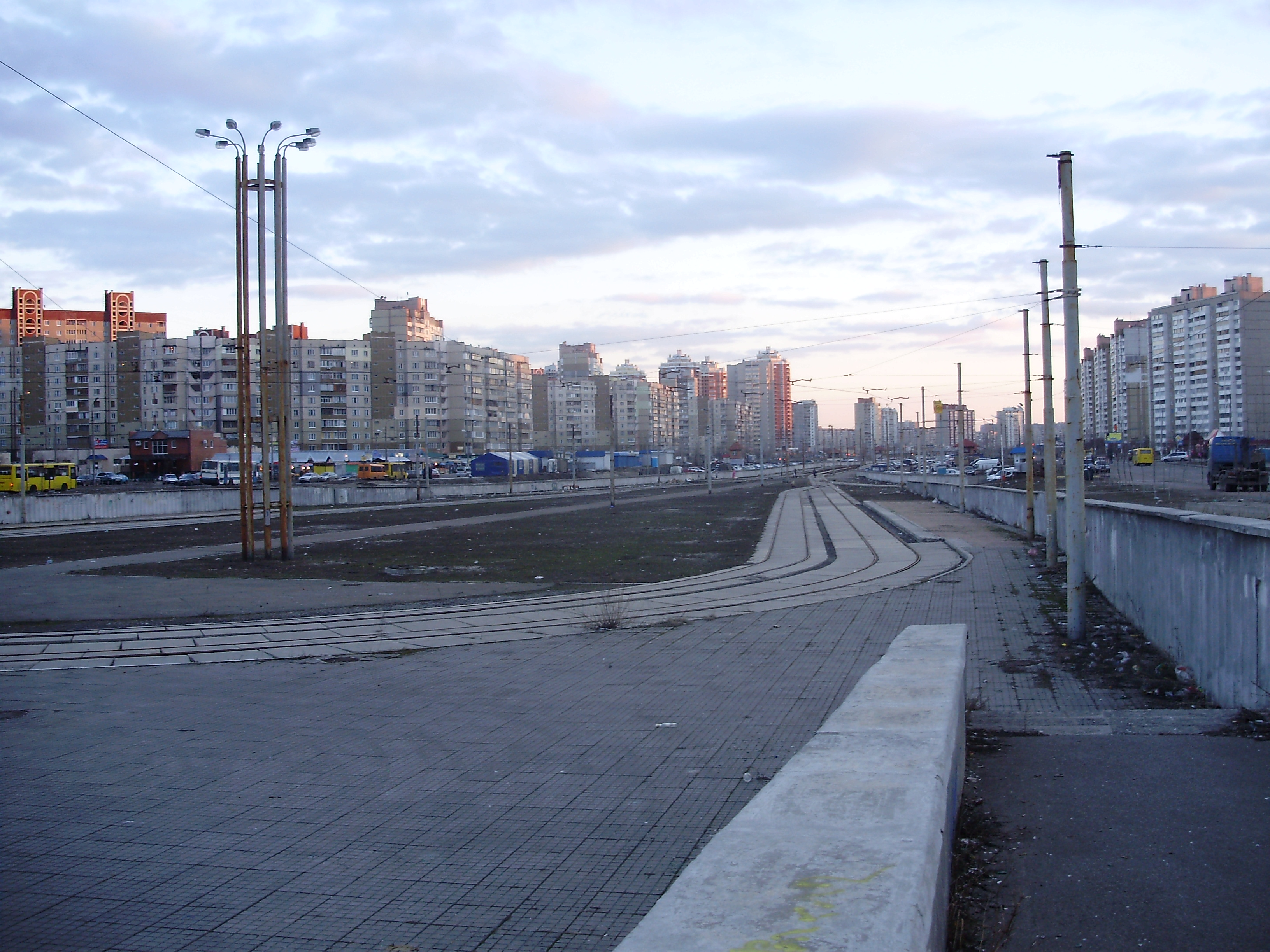
Разворотное кольцо за станцией